# Альтенах
Альтена́х (фр. Altenach) — коммуна на северо-востоке Франции в регионе Гранд-Эст (бывший Эльзас — Шампань — Арденны — Лотарингия), департамент Верхний Рейн, округ Альткирш, кантон Мазво. До марта 2015 года коммуна административно входила в состав упразднённого кантона Данмари (округ Альткирш).
Площадь коммуны — 6,18 км², население — 382 человека (2006) с тенденцией к стабилизации: 375 человек (2012), плотность населения — 60,7 чел/км².

## Население
Население коммуны в 2011 году составляло 380 человек, а в 2012 году — 375 человек.
| 1962 | 1968 | 1975 | 1982 | 1990 | 1999 | 2006 | 2007 | 2011 | 2012 |
| ---- | ---- | ---- | ---- | ---- | ---- | ---- | ---- | ---- | ---- |
| 265  | 247  | 285  | 306  | 360  | 344  | 382  | 387  | 380  | 375  |

Динамика населения:

## Экономика
В 2010 году из 251 человек трудоспособного возраста (от 15 до 64 лет) 190 были экономически активными, 61 — неактивными (показатель активности 75,7%, в 1999 году — 65,3%). Из 190 активных трудоспособных жителей работали 173 человека (97 мужчин и 76 женщин), 17 числились безработными (9 мужчин и 8 женщин). Среди 61 трудоспособных неактивных граждан 26 были учениками либо студентами, 16 — пенсионерами, а ещё 19 — были неактивны в силу других причин.
На протяжении 2011 года в коммуне числилось 150 облагаемых налогом домохозяйств, в которых проживало 389,5 человек. При этом медиана доходов составила 23033 евро на одного налогоплательщика.